# Federació Catalana de Futbol Sala
La Federació Catalana de Futbol Sala és l'organisme esportiu que dirigeix el futbol sala a Catalunya en un dels dos grups en els que està dividit aquest esport a nivell mundial, el que es regeix autònomament a través de l'Associació Mundial de Futsal i de la Unió Europea de Futbol Sala. L'altre grup diferenciat és el que regeix la FIFA i que integra el futbol sala en un comitè dins la seva estructura del futbol onze.Forma Part de la Unió de Federacions Esportives de Catalunya.

## Història
El procés de gestació de la Federació Catalana de Futbol Sala ha estat llarg i difícil. L'agost de 1983 se celebrà l'assemblea constituent de la FCFS. Pocs mesos després se sol·licità la inscripció de la mateixa a la Direcció General d'Esports de la Generalitat de Catalunya. El maig de 1986 fou inscrita provisionalment al registre de Federacions Esportives de Catalunya amb el número 4604.
L'abril de 1990 és desinscrit del registre de Federacions Esportives en no haver complert una sèrie de requisits que li havien estat imposats. Això provoca un procés jurídic endavant el Tribunal Superior de Justícia de Catalunya amb motiu d'aquesta decisió. El juny de 1991 el TSJC sentencia a favor de la FCFS, instant a la Generalitat, perquè inscrigui a la FCFS definitivament sense condicions. El juliol de 1992 la Generalitat interposa recurs davant el Tribunal Suprem. El mes de maig de 1999 el Tribunal Suprem sentencia definitivament ratificant la de data de Juny 1991 del TSJC.
El desgast produït per tots aquests recursos provoca la suspensió de les competicions de la FCFS l'agost de 2001. Aquestes són represes l'octubre de l'any següent amb més de 32 clubs. L'any 2003 s'aprovaren els nous estatuts de la federació i es convocaren eleccions en les que Josep Maria Zamora fou elegit president. El desembre del 2003 la FCFS és inscrita de manera definitiva al Registre d'Entitats Esportives de la Generalitat de Catalunya.

## Reconeixement internacional
La Federació Catalana de Futbol Sala (FCFS) és admesa per la Unió Europea de Futbol Sala (UEFS) a l'assemblea feta a Volgograd (Rússia) durant la celebració del campionat d'Europa femení, el mes de maig de 2004.
El 25 de març de 2006 la Federació Catalana de Futbol Sala va ser reconeguda per l'Associació Mundial de Futsal com a membre de ple dret, en una reunió celebrada a Mendoza, Argentina.